# 한양구

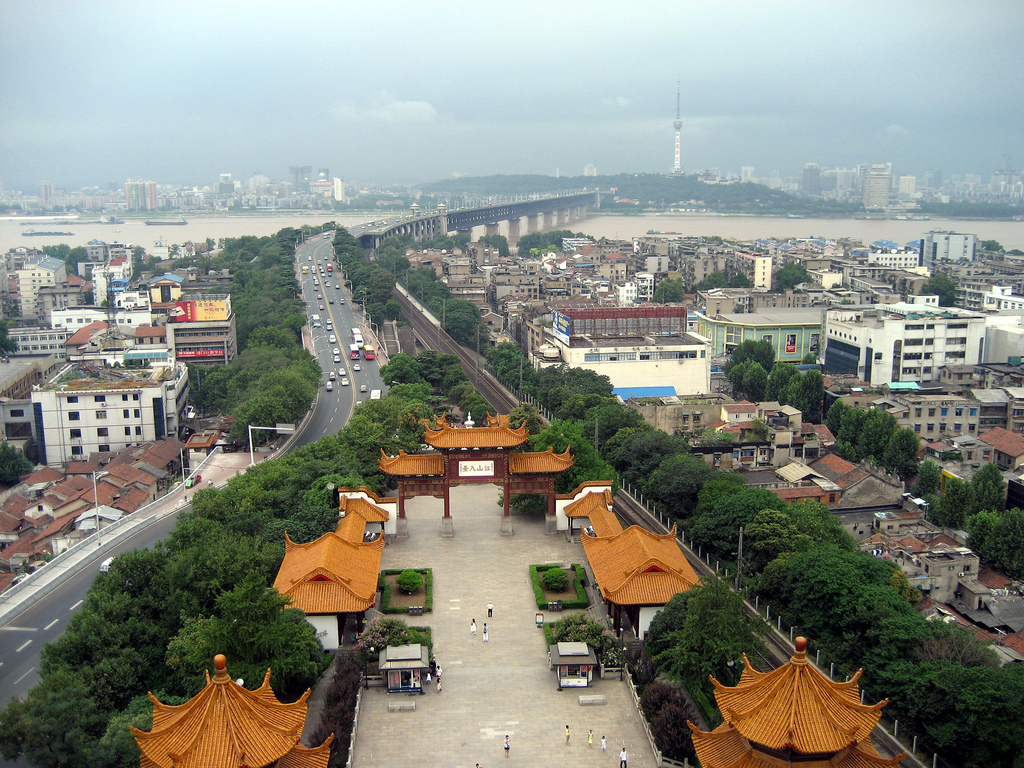

한양구(중국어: 汉阳区, 병음: Hànyáng Qū)는 중화인민공화국 후베이성 우한시의 현급 행정구역이다.
한양은 현대의 후베이성의 성도 우한으로 합쳐진 세 개의 도시 중 하나이다. 한양은 장강(창강)과 한수이가 합류하는 지점에 위치해있다. 이전의 자매 도시였던 우창, 한커우와 다리를 통해 연결된다.
"한양"이라는 이름은 한수이와 창강 사이의 우한의 도시 부분을 부르는데 일반적으로 계속 사용된다. 행정적으로 이 지역은 우한시의 한양구에 속하며 넓이는 108km2이고, 인구는 2007년 기준으로 510,000명이다.
한양 병기공장은 소위 "한양 소총"의 생산지로 알려져있으며 이것은 2차 세계대전 및 한국과 베트남과의 분쟁 때 사용되었다.

## 행정 구역
11개 가도를 관할한다.
- 가도: 晴川街道、建桥街道、鹦鹉街道、洲头街道、五里墩街道、琴断口街道、江汉二桥街道、永丰街道、江堤街道、龙阳街道、四新街道